# 池上茜
池上茜（日语：池上 茜，9月1日—）是日本女性插畫家及遊戲原畫家。

## 人物
- 小時候喜歡《Nakayoshi》及《Ribon》等少女漫畫雜誌，高中時，得到某雜誌的漫畫獎。之後有雜誌社的工作邀約，因而思考以職業漫畫家出道，而報考相關專門學校。以音響類的學科入學，但因挫折感而輟學。

- 創立「A・M・R」（Akane Makes Revolution）同人社團。[2]於2000年成為成人遊戲的原畫家。[3]

- 興趣是音樂鑑賞，喜歡TMN、access、T.M.Revolution等音樂團體。

## 作品

### 遊戲
- （CustomSoftware）
- ゆ・う・え・ん・ち（CustomSoftware）
- Canvas2 Fan Disc INNOCENT COLORS（F&C FC01 壁紙）
- （F&C FC01）
- （F&C FC01）（GN Software）
- （TSUKASA）
- （Navel/Lime）
- 燦爛星光 ～星藤學園天文同好會～（F&C FC01）
- With Ribbon（HULOTTE）
- （HULOTTE）
- （HULOTTE）
- （HULOTTE）
- 指望神明太多我的未來不太妙。（HULOTTE）
- 相見5分屬於我！時間停止和不可避的命運（HULOTTE）
- 我的身體變得透明！？隱形藥與坎坷的命運（HULOTTE）
- （HULOTTE ROI）
- （HULOTTE）
- （HULOTTE）

### 插畫
- K-BOOKS秋葉原店吉祥物角色「瑠久たん」（K-BOOKS秋葉原店）
- 暮蟬悲鳴時 オフィシャルアンソロジー封面（ソフトガレージ刊、原作07th Expansion/竜騎士07）
- 電擊姬 2005年12月号、2006年1月号封面
- EXIT TRANCE PRESENTS SPEED アニメトランス BEST BOX（EXIT TUNES） BOX封面插畫
- EXIT TRANCE PRESENTS SPEED アニメトランス BEST 6（EXIT TUNES） 封面插畫
- EXIT TUNES PRESENTS STARDOM（EXIT TUNES） 姫岸ゆりこ的插畫

### 畫集
- -{あかねいろ -池上茜アートワークス-（発行：メディエイション 発売：廣済堂あかつき 出版事業部）2011年3月25日発売、ISBN 978-4-331-90054-3[4]
- あかねいろ -池上茜アートワークス-　限定版（発行：メディエイション 発売：廣済堂あかつき 出版事業部）2011年3月25日発売、ISBN 978-4-331-90055-0[4]}-

## 外部連結
- AMR社團官網 （页面存档备份，存于）（日語）
- AMR'S HOMEPAGE （页面存档备份，存于）（舊官網）（日語）
- AMR's HOMEPAGE （页面存档备份，存于）（舊官網）（日語）
- A-blo （页面存档备份，存于）（舊網誌）（日語）
- 池上茜的X（前Twitter）（日語）
- E☆2 （页面存档备份，存于）（日語）